# Monumento a la Virgen de las Angustias
El Monumento a la Virgen de las Angustias es un monumento conmemorativo y representativo de la devoción mariana del pueblo de Ayamonte (provincia de Huelva, Andalucía, España), a su patrona.

## Emplazamiento
El monumento a la Virgen de las Angustias se halla enclavado en la Plaza de España de la localidad, junto al parque zoológico municipal.

## Especificaciones
El monumento está esculpido en mármol procedente de Macael (Almería), a excepción de la corona que remata la cabeza de la Virgen, que está hecha en bronce. El monumento tiene una altura de 12 metros, y consiste en una especie de templete sobre una base octogonal. En cuatro de las caras de la base octogonal encontramos altorrelieves de San Diego de Alcalá, Santa Ángela de la Cruz, el Beato Vicente Ramírez, y María Santísima en su Soledad, titular de la Hermandad de la Soledad de Ayamonte, que fue coronada canónicamente el 8 de julio de 2000, además de mostrarse algunas leyendas alusivas la historia de la Virgen. 
Sobre esta base se alzan ocho columnas con capitel de estilo corintio que soportan el peso de una base donde se encuentra la estatua de la Virgen con Jesús en sus brazos, siendo acompañada de dos ángeles que la coronan. Tanto la estatua la Virgen y los ángeles, como los capiteles de las columnas, así como los medallones rectangulares y ovalados han sido esculpidos con mármol blanco de Carrara (Italia).

## Leyendas escritas en la base octogonal del monumento
Leyenda n.º 1 Según la leyenda, los Hermanos Corito, marineros de profesión y tras un día de trabajo en el ejercicio de pescar con redes, según la práctica de “tapa esteros” encontraron una gran caja que contenía la bella y dolorosa imagen de la Virgen de las Angustias. La Devoción que Ayamonte siente por la Santísima Virgen tiene su origen en el siglo XVI, tiempo en el que nació el barrio de la Ribera donde se levantó un templo en su Honor, que quedó abrazado por un baluarte defensivo. Al cumplirse el 250 aniversario de su Patronazgo, el 7 de enero de 2006, el pueblo de Ayamonte le erigió este monumento, que fue bendecido por los Excelentísimos Señores Don Ignacio Moguer Carmona, Obispo de Huelva y Don Juan del Río Martín, Obispo Ayamontino, cuando presidía el Excelentísimo Ayuntamiento de la Ciudad Don Rafael González González.
Leyenda n.º 2 Cuando en la mañana del día 1 de noviembre del año 1755 se produjo un horrible temblor de tierra y el mar volcó su furia sobre las playas, causando tanta perdida y dolor, Ayamonte acudió a la Virgen de Las Angustias, buscando su protección.
Leyenda n.º 3 Estando juntos el día 11 de enero de 1756, el señor vicario eclesiástico de esta Ciudad, el venerable clero, los Frailes guardián y el comendador de los Conventos de San Francisco y Nuestra Señora de la Merced y una numerosa asistencia de vecinos, presididos todos por  Manuel Rivero, teniente de corregidor y justicia mayor de esta Ciudad y de las villas de su marquesado, se acordó proclamar Patrona de Ayamonte a la Santísima Virgen de Las Angustias y hacer fiesta cada año en su honor el día en que la Iglesia celebra el nacimiento de la Madre de Dios.
Leyenda n.º 4 Con motivo del quinto centenario del descubrimiento y evangelización de América, por el que se celebraron en la diócesis los Congresos Mariológicos y Marianos, al contemplarse la extraordinaria presencia de ayamontinos en tales acontecimientos históricos y la notable devoción que aquellos hombres sentían por la santísima Virgen de Las Angustias, el papa Juan Pablo II concedió la coronación canónica para su sagrada imagen, siendo presidente de la Hermandad Enrique Arroyo Berrones y teniendo lugar dicho acontecimiento sobre las aguas del Estero de la Ribera, el día 25 de julio del año 1992, en una solemne Misa Pontificial de Coronación presidida por el obispo de la Diócesis de Huelva, Rafael González Moraleja.